# FankaDeli
FankaDeli (polgári neve: Kőházy Ferenc) (Kecskemét, 1983. április 17. – ) magyar underground hiphop előadó, hangmérnök, rádiós műsorvezető, a Night Child Records kiadó megalapítója. Az ő nevéhez fűződik többek között a Saláta rádióműsor, az NC Root Studio, az NC Wear ruhamárka és a Suhancos zenei formáció.
Művésznevének eredete: a Funky nevű kecskeméti szórakozóhely, amely fiatalkorának törzshelye volt, és a Deli (=vitéz) szavakból ered (nagymamája deli legénynek hívta kiskorában).

## Műsorvezetői tevékenysége
Saláta címmel a kecskeméti Gong Rádióban vezetett heti rendszerességgel jelentkező hiphopműsort 2004 végétől. Célja az „egészséges értékrendet képviselő magyar underground hiphop” bemutatása volt. 2009. december 22-én a műsor megszűnt.

## Diszkográfia
| Év   | Album címe                            | Közreműködik                                |
| ---- | ------------------------------------- | ------------------------------------------- |
| 1998 | A lényeg                              | TowerX                                      |
| 2001 | Egyenesen... ...az éjszakából         | DaFanCah                                    |
| 2003 | Minden kincsem                        | Deego, Phoenix, Phreek, Levi, MC Gőz, Wolfi |
| 2004 | Viszem a balhét (bootleg)             |                                             |
| 2004 | Rap neked meg a csajodnak             | MC Gőz                                      |
| 2004 | 6 év (válogatás, bootleg)             | MC Gőz, TowerX                              |
| 2005 | Isten hozott… …ördög vihet            |                                             |
| 2006 | Repp                                  |                                             |
| 2007 | Újratöltve                            |                                             |
| 2008 | Rendezői változat                     | Filo                                        |
| 2008 | Utóirat                               | DJ Coma                                     |
| 2009 | Utcai óra (remixalbum)                | Daniel Pea                                  |
| 2009 | Magyar földre                         | Mr.Busta                                    |
| 2009 | Reck (Válogatásalbum rock alapokra)   |                                             |
| 2009 | Egyenesen az éjszakából 2             |                                             |
| 2010 | Magyarok Nyilai                       | Avatar zenekar                              |
| 2010 | Magyar Földre (élőzenekaros változat) |                                             |
| 2010 | ...LélekJelenLét...                   |                                             |
| 2011 | Tarsoly (válogatáslemez)              |                                             |
| 2011 | Ördög hozott... ...Isten vihet        | Szabó Balázs                                |
| 2011 | Hunok mantrája                        |                                             |
| 2012 | Reck 2                                |                                             |
| 2012 | Expedíció                             | Kowalsky Balázs Gyula                       |
| 2013 | Egyszer élünk örökké                  | Kőházy-Bognár Andrea                        |
| 2015 | Csigákat gyűjtöttünk                  | Kőházy-Bognár Andrea, Kowalsky Balázs Gyula |
| 2017 | Felhőtérkép                           |                                             |
| 2019 | Levelek (kislemez)                    |                                             |
| 2020 | Talált lelkek osztálya                |                                             |
| 2023 | Egyenesen az éjszakából 3             |                                             |
| 2023 | Az emberi tényező                     |                                             |

| EP-k | EP-k                             | EP-k         |
| Év   | EP címe                          | Közreműködik |
| ---- | -------------------------------- | ------------ |
| 2002 | Sok minden van még a fejemben... |              |
| 2004 | Égből pottyant mese              | WherDee      |
| 2005 | Az utolsó fasírt                 |              |
| 2006 | Kevesen tudják                   | Filip        |

| Maxik | Maxik                                           | Maxik              |
| Év    | Maxi címe                                       | Közreműködik       |
| ----- | ----------------------------------------------- | ------------------ |
| 2003  | Éjszaka                                         |                    |
| 2007  | Ezt most                                        | Artoscsaba, MC Gőz |
| 2008  | Mennyország (bootleg)                           |                    |
| 2009  | Ki tudja melyikben - ifj. Ocskay Gábor emlékére |                    |
| 2009  | Lehetetlen nem létezik                          | Máday Norbert      |
| 2012  | Olvadjon a jég!                                 |                    |

Suhancos (FankaDeli + Szabó Balázs)
| Év   | Album címe                                     | Közreműködik |
| ---- | ---------------------------------------------- | ------------ |
| 2006 | Jól (maxi)                                     |              |
| 2006 | WherDee bemutatja: Több sebből (maxi, bootleg) | WherDee      |
| 2007 | Üzenetrögzítő                                  |              |
| 2008 | Első (DVD)                                     |              |
| 2008 | Jól tévedni emberi dolog                       |              |
| 2008 | Unplugged koncert az MR2 rádióban (bootleg)    |              |

Saláta kiadványok
| Év   | Album címe                                                  |
| ---- | ----------------------------------------------------------- |
| 2005 | Best Of Saláta #1 (válogatás a műsor legjobb pillanataiból) |
| 2006 | Best Of Saláta #2 (válogatás a műsor legjobb pillanataiból) |
| 2006 | Saláta LP (válogatás)                                       |
| 2007 | Saláta LP Official Remake Pack (bootleg)                    |
| 2009 | SalátaMagazin Válogatás 1.                                  |

NightChild kiadványok
| Év   | Album címe        | Közreműködik                                                                |
| ---- | ----------------- | --------------------------------------------------------------------------- |
| 2004 | NigthCild Promo#1 | Artoscsaba, MC Gőz, Hs Fam., Punnany Massif, A Srácok, WherDee, Feenoocheez |

Kiadatlan albumok
| Év   | Album címe            | Az albumról ismerhető dalok                                                  | Közreműködik                                         |
| ---- | --------------------- | ---------------------------------------------------------------------------- | ---------------------------------------------------- |
| 2003 | Porno                 | Porno (km. Maya Gold), Hölgyeim és uraim                                     | Maya Gold                                            |
| 2005 | Night Child LP/Öltöző | MC Gőz - Nehogy leállíts!, Suppah + Wherdee + Deniz + FankaDeli - Egyre megy | MC Gőz, Artoscsaba, Siska, Hs Fam., Suppah & Wherdee |

Közreműködések (előadóként)
| Év   | Dal címe                             | Előadó                         | Közreműködik | Album címe           |
| ---- | ------------------------------------ | ------------------------------ | --- | -------------------- |
| 2002 | Földalatti hadművelet                | Pluside                        | Liga, Undertaker, Q-Man, FankaDeli, Spy, James, Pvt.Militant (USA) | Konfrontáció         |
| 2002 | Fényes oldal                         | Reality Cream Team             | FankaDeli | Elveszett utakon     |
| 2002 | A jövő árnyékában                    | Reality Cream Team             | FankaDeli, Larah | Elveszett utakon     |
| 2004 | Megfojt a magány                     | Addamz                         | Noryka, FankaDeli | Fekete melódia       |
| 2004 | Tedd, amit tenned kell               | Addamz                         | Noryka, FankaDeli | Fekete melódia       |
| 2004 | A nap és az éj fia                   | Artoscsaba                     | FankaDeli | NightChild Promo #1  |
| 2004 | Le rap est important                 | Dazim                          | FankaDeli, Stephco | International (EP)   |
| 2004 | Tudod, hogy tudom                    | Deniz                          | FankaDeli | (bootleg)            |
| 2004 | Az élet apró örömei                  | Dynasztija                     | FankaDeli | Dynasztija 3.        |
| 2004 | Kényszerrel viselem (bootleg verzió) | Háborgató Maszkura             | FankaDeli | Zene legyen          |
| 2004 | Gőz vs Fanka                         | MC Gőz                         | FankaDeli | Gőzy mulatója        |
| 2005 | Az a győztes...                      | Artoscsaba                     | FankaDeli | Artoscsaba vs Góliát |
| 2005 | Önarcképem                           | Artoscsaba                     | FankaDeli | Artoscsaba vs Góliát |
| 2005 | Isz                                  | Cafgut                         | FankaDeli | Vektor               |
| 2005 | Akasztófa                            | Phoenix                        | FankaDeli | Vanília égbolt (EP)  |
| 2005 | Rend és káosz                        | Phoenix                        | FankaDeli | Vanília égbolt (EP)  |
| 2006 | Látom, csend van                     | Critical Points                | FankaDeli | Full Contact         |
| 2006 | Nem szimpla fícsör                   | Deniz                          | Sub Bass Monster, FankaDeli | Repp tiszta szívből  |
| 2006 | Hogyisvanez?                         | Riddler                        | FankaDeli | Fény                 |
| 2007 | Attól szép                           | Altare                         | FankaDeli | Mottó                |
| 2007 | Hazugság a betonból                  | Smile Of Hell                  | FankaDeli | Szavak szárnyán      |
| 2007 | Ringlispil                           | SP                             | FankaDeli, Benő | Kölyök               |
| 2007 | Egyre megy                           | Suppah + WherDee               | Deniz, FankaDeli | (bootleg)            |
| 2007 | Anyánkat                             | Suppah + WherDee               | FankaDeli | Házifeladat          |
| 2007 | Verbál vendetta                      | Suppah + WherDee               | FankaDeli | Házifeladat          |
| 2007 | Csak őszintén                        | TM                             | FankaDeli | Jelek                |
| 2008 | Ketrec                               | I.F.S.                         | FankaDeli | Éjszakai műszak      |
| 2008 | A dal a miénk                        | MR2 Allstars                   | Harcsa Veronika, Péterfy Bori, Likó Marcell, Kardos Horváth János és Szűcs Krisztián, Varga Norbert, Toldi Miklós, Élő Márton - aka Dermot, Barabás Lőrinc, DJ Bootsie, FankaDeli |                      |
| 2008 | Spárta                               | Mr.Busta                       | FankaDeli | Pitbull              |
| 2008 | Honnan jöttél?                       | Mr.Busta                       | FankaDeli, MES | Pitbull              |
| 2008 | Sors                                 | Rico                           | FankaDeli | Fantázia             |
| 2009 | Kik vagytok?                         | A.S.A.P. (A Srácok A Putriból) | Verz, FankaDeli | Legendák             |
| 2009 | A profi                              | Mr.Busta                       | Ganxsta Zolee, FankaDeli | Legendák             |
| 2009 | Ha meglátom magam                    | Halott Pénz                    | FankaDeli | Fejjel lefelé        |
| 2009 | El nem mondott szó                   | Kanál Crew                     | FankaDeli | Carpe Diem           |
| 2009 | Kamu barátok (FankaDeli verzió)      | Mr.Busta                       | FankaDeli | (bootleg)            |
| 2010 | Maradjon utánunk                     | One Last Trick                 | FankaDeli | Kerekasztal          |
| 2011 | Bács Team                            | MC Gabesz                      | FankaDeli | -                    |
| 2012 | Ennyi                                | Ismerős Arcok                  | FankaDeli | Kerítést bontok      |
| 2012 | Vesszen Trianon!                     | Bajna                          | Bedett, FankaDeli, Sancy | A mi hazánk          |

Egyéb dalok
| Év        | Dal címe                               | Közreműködik       | Album címe                             |
| --------- | -------------------------------------- | ------------------ | -------------------------------------- |
| 2004      | A legőszintébb dal                     | (bootleg)          |                                        |
| 2004      | Verzió                                 | -                  |                                        |
| 2005      | Aranylövés                             | -                  | 5 éves a hiphop.hu (születésnapi EP)   |
| 2005      | Az Én mozim                            | -                  | Artoscsaba & GeriSkillz - Beat Support |
| 2005      | Bajszos angyalok                       | Háborgató Maszkura | (bootleg)                              |
| 2005      | O.S.G. (Offline himnusz)               | MC Gőz             | (bootleg)                              |
| 2005      | O.S.G. (Partytrack)                    | MC Gőz             | (bootleg)                              |
| 2005      | Normális                               | -                  | (bootleg)                              |
| 2005      | Számtalan                              | -                  | Pixa - Pimasz reppek, fasza beat-ek    |
| 2007      | Békét 2. (bootleg verzió)              | -                  | (bootleg)                              |
| 2007      | Egyszerű ez                            | -                  | (bootleg)                              |
| 2007      | Sehogy se jó                           | -                  | (bootleg)                              |
| 2007      | Sihuhu                                 | -                  | (bootleg)                              |
| 2007      | Egy kis napsütés                       | Deniz              | (bootleg)                              |
| 2007      | Kincs                                  | Filo               | (bootleg)                              |
| 2007      | Kell mindig egy álom                   | GaBnoniusz         | (bootleg)                              |
| 2007      | Ez az a hely                           | -                  | (bootleg)                              |
| 2008      | Gázpedál (Járműszépségverseny himnusz) | -                  | (bootleg)                              |
| 2008      | Menni előre (Pitbull Team bevonuló)    | -                  | (bootleg)                              |
| 2008      | Szolgalélek (Deniznek)                 | -                  | (bootleg)                              |
| 2009      | Ha belül kiabálsz (gondolatláng)       | Moór Bernadett     | (bootleg)                              |
| 2009      | Ki tudja melyikben (Kiscsicsónak)      | -                  | (bootleg)                              |
| 2010      | Ugyanmár Zsolti! (Mr.Busta diss)       | -                  | (bootleg)                              |
|           | Szomorú                                | -                  | (bootleg)                              |
| 2010      | Ezt még szeretném (feleségének)        |                    |                                        |
| (bootleg) |                                        |                    |                                        |
| 2011      | Maffiabetegség                         |                    |                                        |
| (bootleg) |                                        |                    |                                        |

Videóklipek
| Év   | Szám címe                                                             | Az albumról                    | Közreműködik                   |
| ---- | --------------------------------------------------------------------- | ------------------------------ | ------------------------------ |
| 2002 | Veletek                                                               | Minden Kincsem                 | -                              |
| 2003 | Minden Kincsem                                                        | Minden Kincsem                 | -                              |
| 2003 | Éjszaka                                                               | Minden Kincsem                 | -                              |
| 2004 | Rap neked meg a csajodnak                                             | Rap neked meg a csajodnak      | MC Gőz                         |
| 2004 | Mese                                                                  | bootleg                        | MC Gőz                         |
| 2005 | Nagyszámok törvénye                                                   | Isten hozott... ...Ördög vihet | -                              |
| 2005 | Az én mozim                                                           | BeatSupport                    | Artoscsaba+Geriskillz          |
| 2006 | Ezt most                                                              | Isten hozott... ...Ördög vihet | -                              |
| 2007 | A farmerem meg a mikrofon                                             | Az utolsó fasírt EP/Repp LP    | -                              |
| 2007 | Békét 2                                                               | Rendezői változat              | -                              |
| 2007 | Gyertek ki a stégre                                                   | Újratöltve/Rendezői változat   | -                              |
| 2008 | Magyar Földre                                                         | Magyar Földre                  | -                              |
| 2008 | Menni előre(Pitbull team bevonuló)                                    | bootleg                        | -                              |
| 2009 | Lehetetlen nem létezik                                                | Lehetetlen nem létezik maxi    | -                              |
| 2009 | Impossible is nothing (Lehetetlen nem létezik angol nyelvű változata) | Lehetetlen nem létezik maxi    | -                              |
| 2010 | Üdv Abszurdisztánból                                                  | Magyarok Nyilai                |                                |
| 2010 | Napok felett, idők alatt (zenekari változat)                          | Magyar földre                  | Filip, Koncz Gergely (gitárok) |
| 2010 | Amit nem lehet szavakkal                                              | LélekJelenLét                  |                                |
| 2011 | Apáink véréből (koncert felvétel)                                     | Magyar földre                  | Filip, Koncz Gergely (gitárok) |
| 2011 | Egyszerűen magyar (koncert felvétel)                                  | Magyar földre                  |                                |
| 2012 | Együtt                                                                | bootleg                        | Varga B. Tamás                 |
| 2012 | Újraszülettem                                                         | Hunok mantrája                 |                                |
| 2013 | Át a kéményen                                                         | Egyszer élünk örökké           |                                |
| 201? | Érzem                                                                 | Egyszer élünk örökké           | Kőházy-Bognár Andrea (vokál)   |
| 201? | Álmodtam                                                              | Repp LP (remake)               |                                |